# RDG Red Data Girl
Red Data Girl! (яп. RDG レッドデータガール! Рэддо дэ:та га:ру!) — серия фантастических произведений японской писательницы Норико Огивары, сюжет которых основан на синтоистских легендах. Первый том романа был опубликован 4 июля 2008 года, а последний и шестой — 29 ноября 2012 года. По мотивам романа в декабре 2012 года начала выпускаться манга, авторства Ранмару Котонэ, и публиковалась издательством Kadokawa Shoten в журнале Shōnen Ace. 21 февраля 2013 года был выпущен первый том манги. По мотивам романа студией P.A. Works был создан аниме-сериал. Первая серия демонстрировалась на сайте Niconico 16 марта 2013 года. А трансляция сериала по телевидению началась 4 апреля 2013 года.

## Сюжет
История крутится вокруг Идзумико Судзухары, 15-летней девушки, которая выросла в Храме Тамакура, принадлежащем к части святынь Всемирного наследия Кумано. Она уничтожает любое электрическое устройство, к тому же она вступает в контакт с нечистью. Несмотря на то, что она очень застенчивая девочка, она хочет попробовать пожить в городе у своего опекуна по имени Юкимаса Сагара. Он рекомендует ей поступить в среднюю школу Ходзё, которая находится в городе Токио. Пока в Токио проходит небольшая ознакомительная экскурсия по школе, Идзумико узнает, что она ёрисиро, объект, в который могут вселяться синтоистские боги (ками). Кроме того, она узнает, что перед Миюки стоит задача защитить её.

## Персонажи

### Главные герои
Идзумико Судзухара (яп. 鈴原 泉水子 Судзухара Идзумико) — главная героиня всей истории. Очень скромная девушка, которая не может за себя постоять.
Сэйю: Саори Хаями
Миюки Сагара (яп. 相楽 深行 Сагара Миюки) — ровесник Идзумико и тот, кто должен её защищать. В детстве жил вместе с Идзумико и постоянно её обижал.
Сэйю: Коки Утияма
Юкимаса Сагара (яп. 相楽 雪政 Сагара Юкимаса) — отец Миюки и опекун Идзумико.
Сэйю: Дзюн Фукуяма
Юкарико Судзухара (яп. 鈴原 紫子 Судзухара Юкарико) — мать Идзумико.
Сэйю: Роми Паку
Дайсэй Судзухара (яп. 鈴原 大成 Судзухара Дайсэй) — отец Идзумико. Находится за границей.
Сэйю: Кадзухико Иноуэ